# 祿星

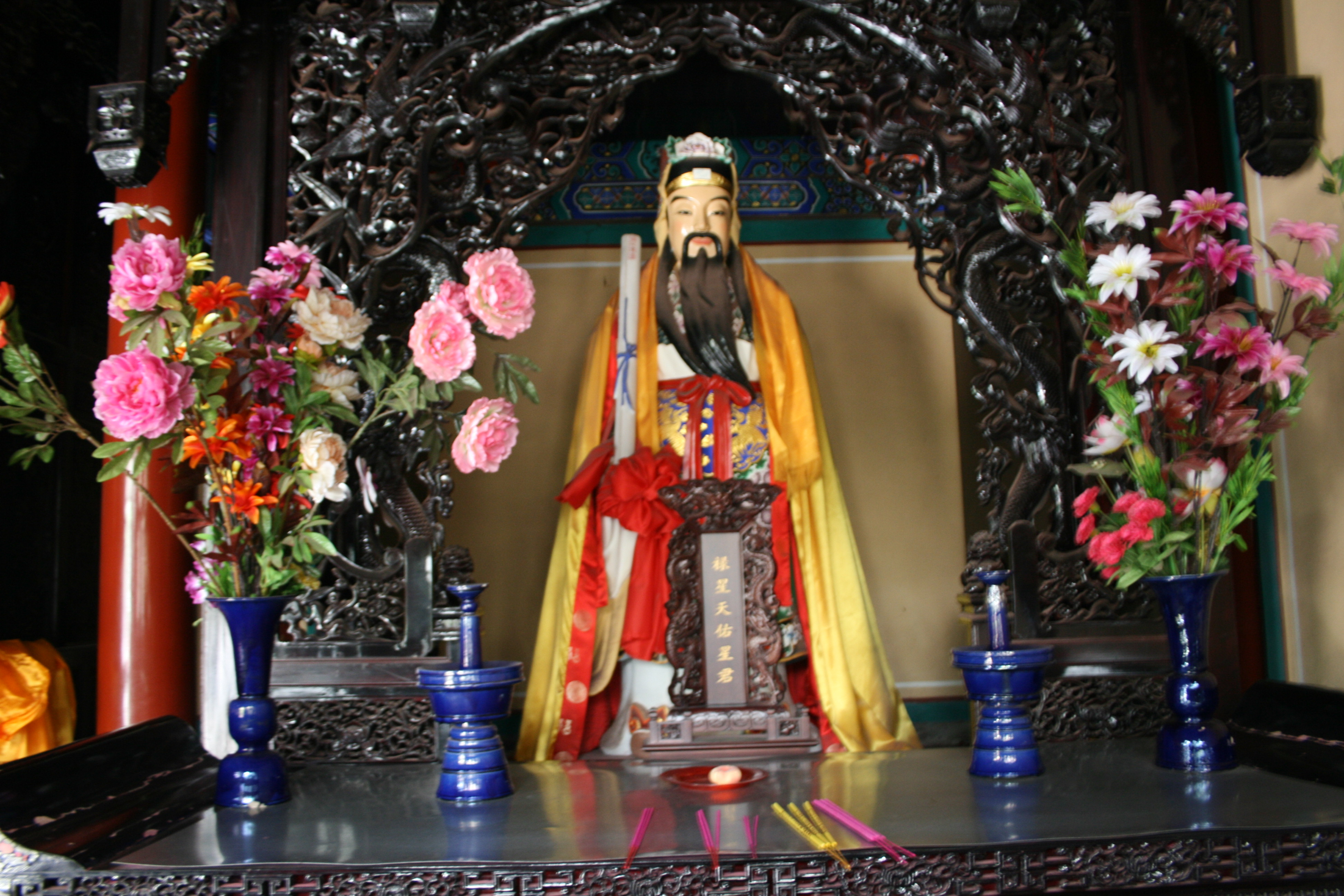
祿星天佑星君神龕（配祀於北京白雲觀）

祿星，或稱子星、祿仙、祿德星君、天祿星君、天佑星君、上清祿德星君、祿星天佑星君等，與福星、壽星並稱為「福祿壽」的天神，與壽星皆立於福星之側。

## 簡介
北斗七星正前方這六顆星統稱文昌宮，最後一顆星稱為「司祿」，及是現今所稱的祿星，可庇佑文臣武將，執掌功名利祿。

## 傳說
關於祿德星君是誰，有幾種說法，如：

文昌梓潼帝君：相傳梓潼張育，晉朝時起義抗擊前秦苻堅，因而陣亡，道教稱玉皇上帝命其掌文昌府及人間功名、祿位之事，故又稱「梓潼帝君」、「文昌帝君」。